# Panneau à messages variables

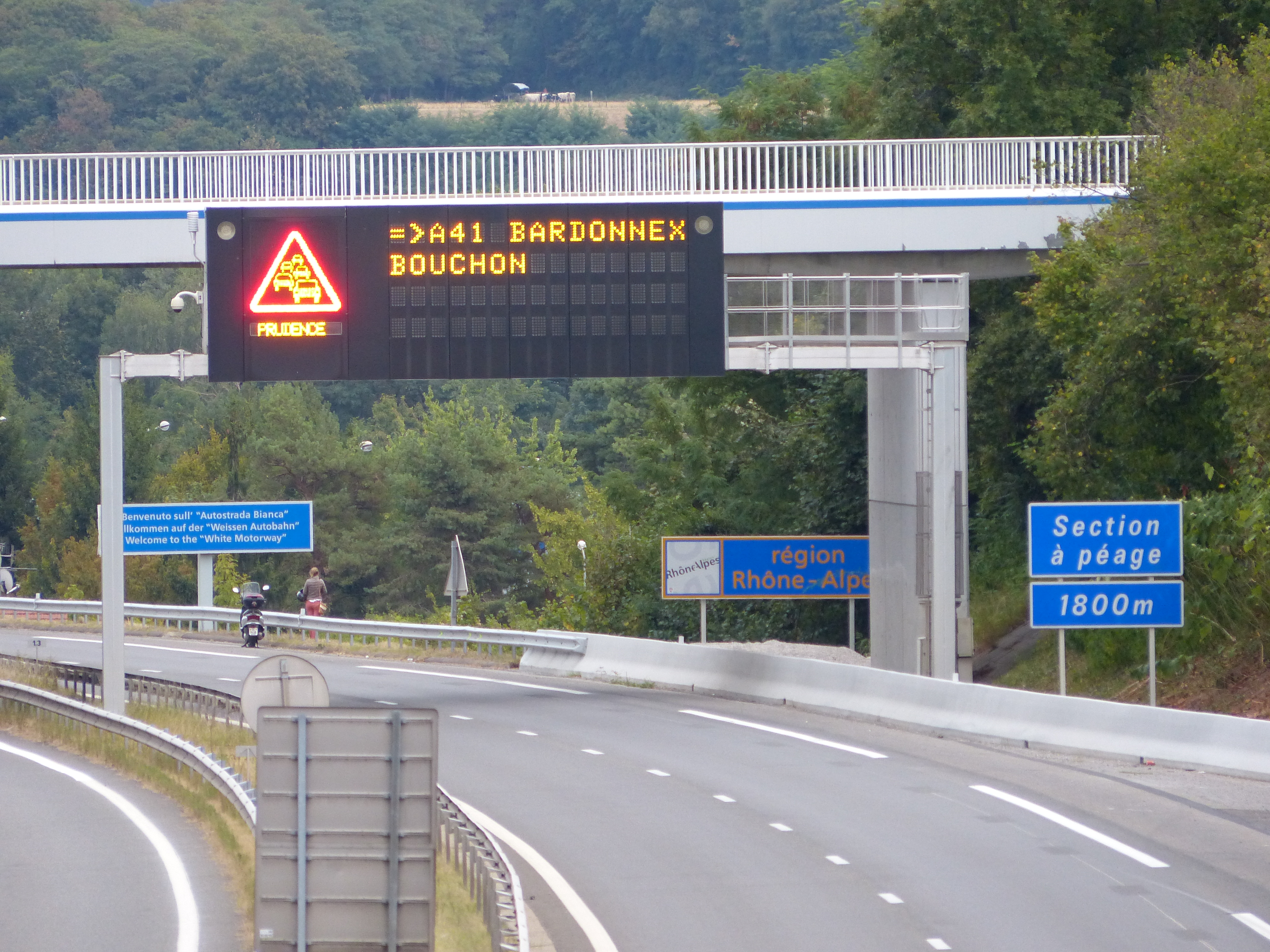
Panneau à message variable sur une autoroute française

Les panneaux à messages variables (PMV) sont des panneaux de signalisation routière conçus pour alerter ou informer l'usager de la route.
Un PMV peut afficher un pictogramme ou des messages écrits, qui peuvent être affichés alternativement, ou allumés, ou éteints, ou clignotant en fonction des besoins.
Les PMV sont posés sur des portiques surplombant les chaussées, particulièrement autoroutières, sur des potences ou des poteaux latéraux.
Les PMV sont des équipements dynamiques (ÉQUIDYN) qui diffusent des messages en temps réel qui doivent être conformes aux normes, décrets et règlements en vigueur. Ces messages peuvent porter sur les caractéristiques de la circulation routière, bouchons ou ralentissements, conditions météorologiques, chaussée humide-pluie, la température, ou délivrant des messages informatifs divers, comme la fréquence Radio-Trafic et le temps de parcours prévisionnel.
Plusieurs techniques de diffusion des messages existent. Les premiers panneaux de ce type recevaient tout simplement leur consigne d'affichage par téléphone ordinaire et modem. L'intrusion de « pirates » sur ces numéros, jointe à des mots de passe parfois trop simples à trouver, donna parfois lieu à des messages étranges à Paris. Actuellement la plupart des PMV respectent les spécifications ÉQUIDYN et des normes strictes qui les protègent de ces risques.

## Exemples

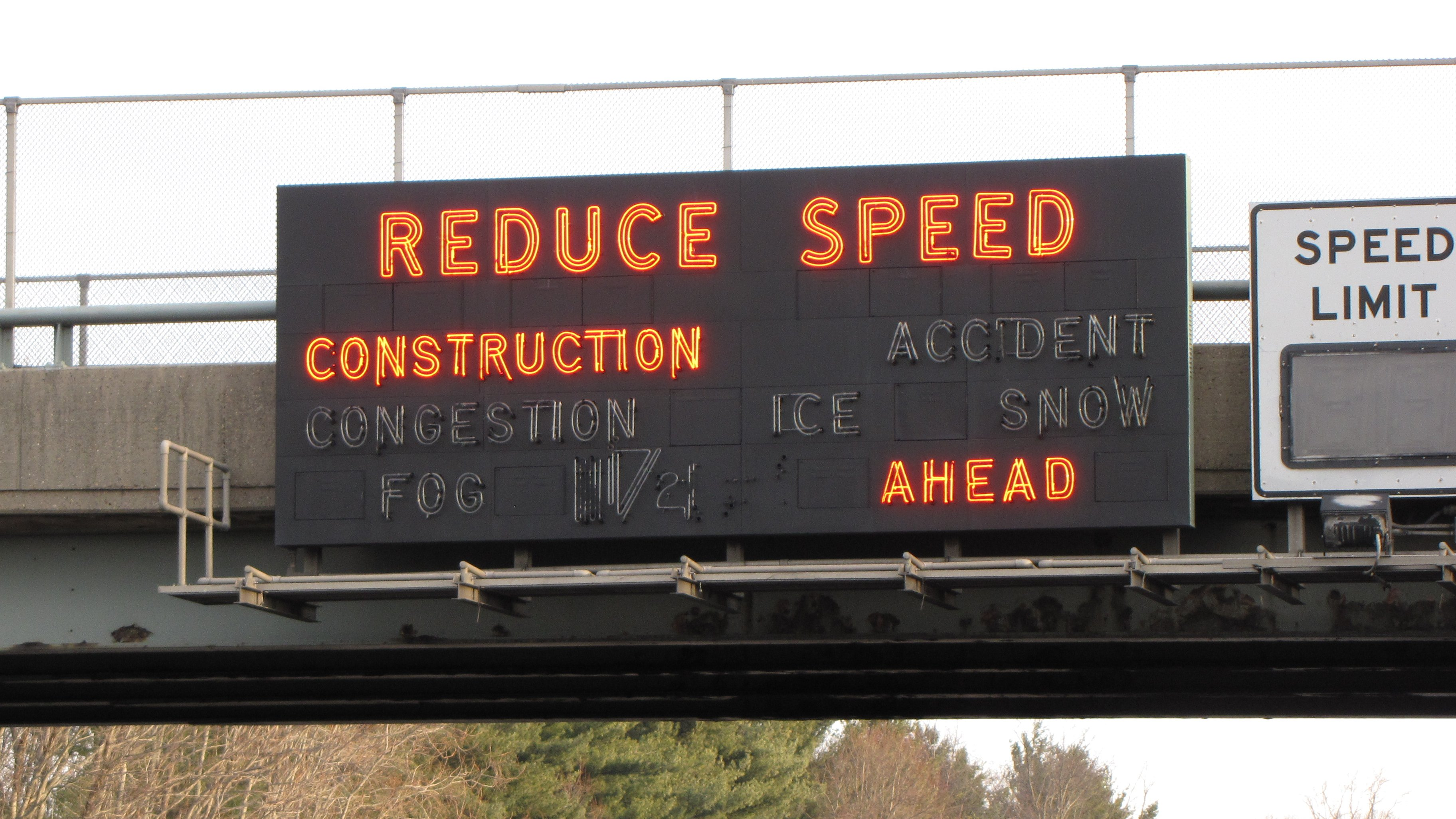
Système avec néon et messages préinstallés sur la New Jersey Turnpike, États-Unis.
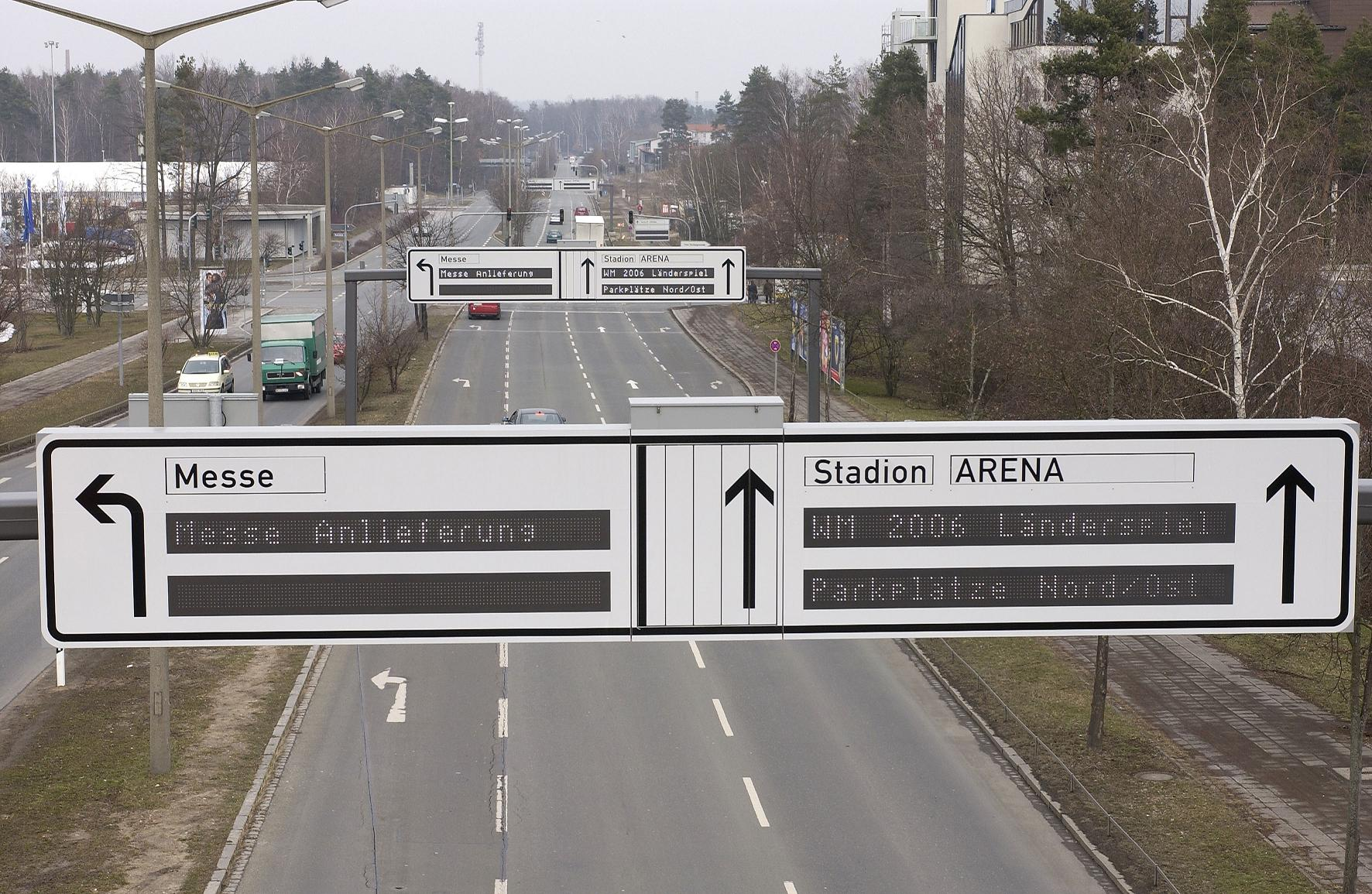
Nuremberg, Allemagne.
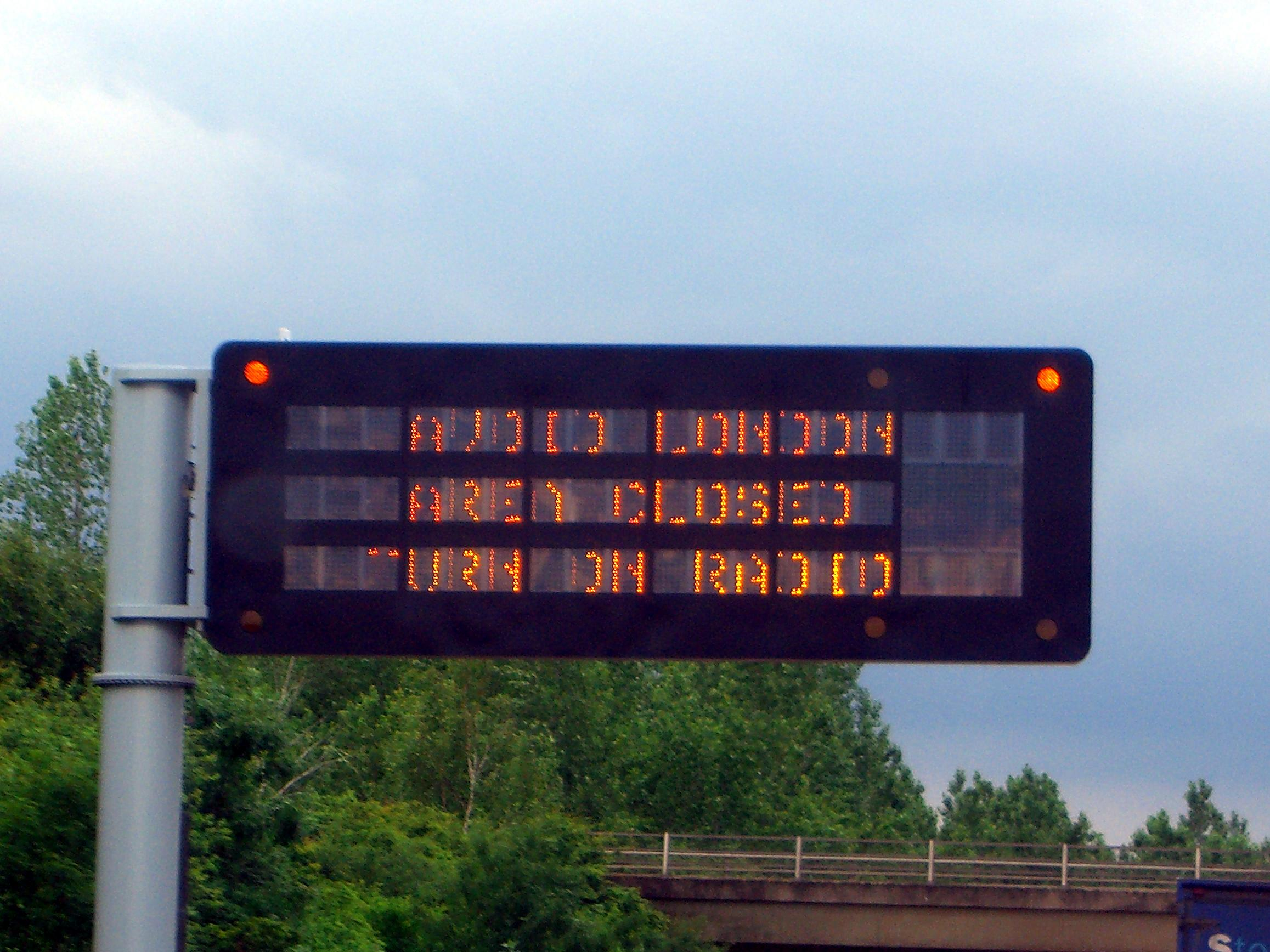
Lors des attentats du 7 juillet 2005 à Londres.
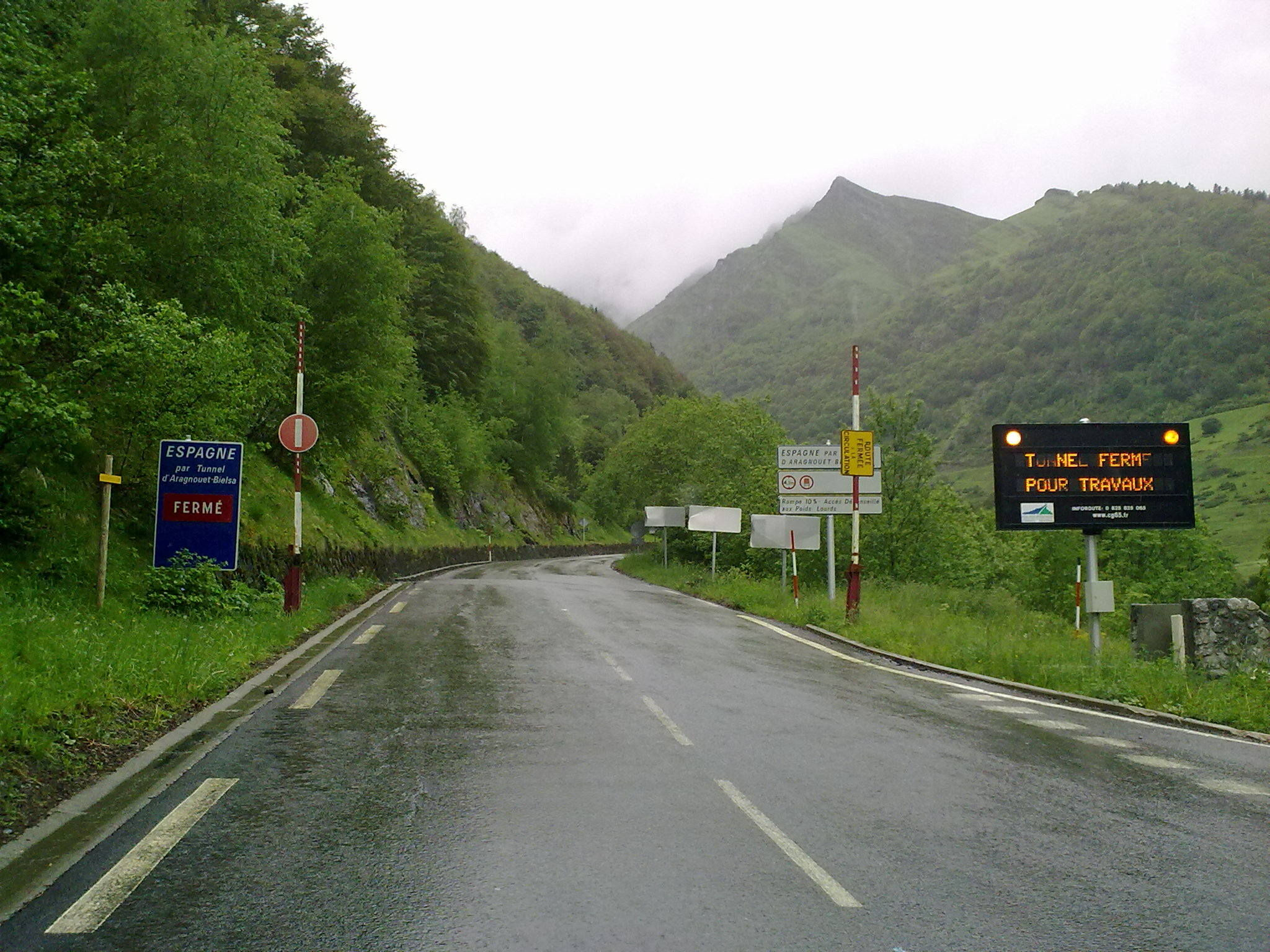
Signalement d'un tunnel fermé, entre France et Espagne.
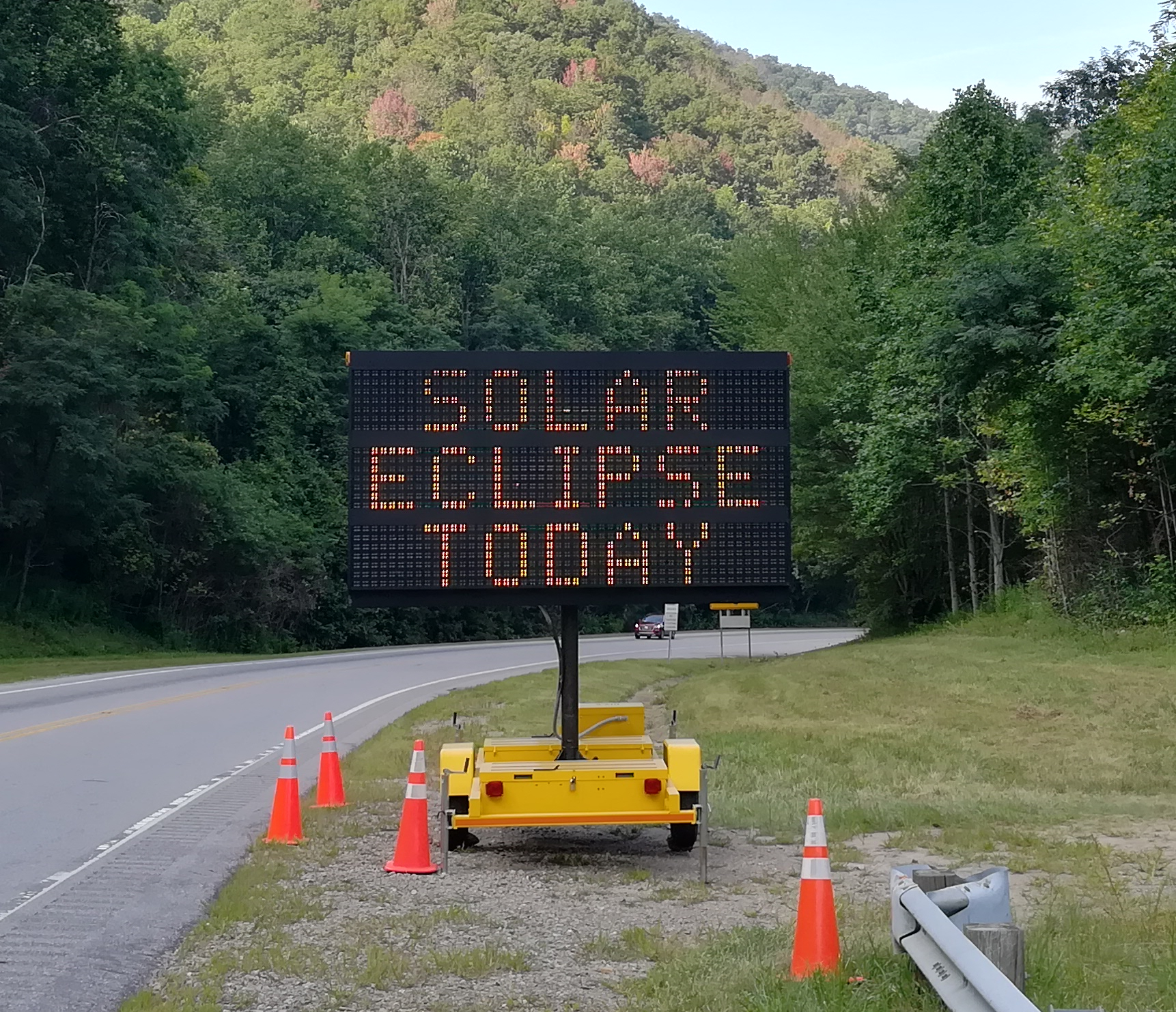
Lors de l'éclipse solaire du 21 août 2017 aux États-Unis